# Sallói István (labdarúgó, 1966)
Sallói István (Oroszlány, 1966. szeptember 26. –) válogatott labdarúgó, támadó középpályás, csatár.

## Pályafutása
Sallói István szülővárosában, Oroszlányban kezdte a pályafutását, ahol 1977-1981 között az OBSK utánpótláscsapataiban játszott.
1980-ban egy salgótarjáni kispályás utánpótlástornán, ahol gólkirály lett, figyelt fel rá a Videoton megfigyelője Csiszár Guszti bácsi. Az ő invitálására, 1981-ben már Székesfehérváron kezdte meg középiskolai tanulmányait és a Videotonban folytatta labdarúgói karrierjét.

### Klubcsapatban
A Videoton utánpótlás korosztályaiban, a szamárlétrát végigjárva, 1986-ban mutatkozott be a Videoton első csapatában a Videoton-PMFC 2-0-s mérkőzésen. Bár tehetségét senki sem vitatta, mégsem sikerült stabilizálni a helyét a következő években, ezért a Videoton a katonaéveire a Győri ETO-ba adta kölcsön 1989 nyarán. A kölcsönszerződés lejártakor, 1991-ben tért vissza a Videotonba, ahol Burcsa Győző lett éppen az edző. Burcsa megtalálta Sallói számára az ideális szerepkört és amolyan ék mögötti, visszalépő csatárt játszatott vele. Sallói karrierje itt vett pozitív fordulatot, a csapat meghatározó játékosává, majd csapatkapitányává vált. Játékával kiemelkedett a mezőnyből és elkezdte ontani a gólokat is. Az 1992-93-as szezonban a Nemzeti Sport osztályzatai alapján az év játékosa lett és meghívót kapott a Magyar Válogatottba is, ahol 1992. április 29-én mutatkozott be az Ukrajna-Magyarország barátságos mérkőzésen. A meccset 3-1-re Magyarország nyerte és az első gólt, a debütáló Sallói szerezte. 
1993 nyarán, a bajnok Honvéd szerezte meg a sok érdeklődő közül. A Honvédban súlyos izomsérüléssel bajlódott, de így is az Ő nevéhez fűződik a máig utolsó magyar gól az Old Traffordon, mivel a BEK-ben a Honvéd szépítő gólját éppen ő lőtte a Vörös Ördögök ellen (MU-Honvéd 2-1).
Egy év után az izraeli Beitar Jeruzsálemhez szerződött, ahol öt évig játszott.
Izraelben teljesedett be igazán a karrierje, Stefan néven, a legelismertebb légiósok között tartották számon és mind a mai napig óriási elismerés övezi. 2001-ben az elmúlt évszázad második legjobb idegenlégiósának választották. A Beitarral kétszer nyert bajnokságot, egyszer Ligakupát. Csapatában mind az öt évben házi gólkirály lett.
1999-ben a Hercelyahoz igazolt, ahol még másfél évig futballozott, de a sorozatos sérülései miatt, 2000 decemberében befejezte a labdarúgó pályafutását, és rá egy hónappal már Magyarországon kezdte meg a sportvezetői karrierjét, 2001 januárjában a Nemzeti válogatott technikai igazgatója lett.

### A válogatottban
1992 és 1995 között 13 alkalommal szerepelt a válogatottban és egy gólt szerzett. Háromszoros olimpiai válogatott (1989, 1 gól).

### Sportvezetőként
Két évig dolgozott a Magyar Labdarúgó Szövetségben, ahol először az "A" majd az Olimpiai válogatott technikai igazgatója volt, de mellette tagja volt a 2008-as Eb-pályázatot elkészítő csapatnak is. A szövetségi munka mellett, 2001-től már a klubvezetésbe is belekóstolt, klubvezetője volt az akkor másodosztályú Siófok FC-nek is. 
Klubjával 2002-ben megnyerte a másodosztályt és feljutott az Nb1-be, ezért lemondott a szövetségben és 2002 nyarától már csak a Siófokra koncentrált, ahol gyorsan jöttek a sikerek. A Siófok FC még 2001 decemberében megnyerte az első és másodosztályú csapatok számára kiírt Terem Kupát, majd a feljutást követő első évben bejutott a felsőházba, ahol az ötödik helyen végzett.

A szakmai sikerek nem párosultak gazdasági sikerekkel, ráadásul a klub tulajdonosa nem tudta finanszírozni a klubot. A klub a csőd szélére sodródott. Sallói átalakította a játékoskeretet, drasztikusan csökkentette a költségvetést, megmentve a klubot a megszűnéstől. Vezetőedzőnek az edző múlt nélküli, fiatal Csertői Aurélt nevezte ki, akinek a vezetésével a csapat óriási meglepetésre, őszi bajnokként fordult az őszi szezon végén. Sallóit a Magyar Labdarúgó Liga, Minarik Ede-díjjal tüntette ki, Siófok Város polgármestere emlékplakettel jutalmazta munkásságáért.
A sikerek váltást hoztak a karrierjében, ugyanis az Újpest FC hívta télen ügyvezetőnek, amit el is fogadott és két és fél év után távozott a Balaton partjáról.
Újpesten ismert feladat várta, a klub gazdasági és szakmai válságban várta a tavaszi rajtot. Dr. Mezey György vezetőedző lemondott, a nagyobb sztárok távoztak. Sallói itt is merészet húzott, a pályakezdő Mészöly Gézát nevezte ki vezetőedzőnek, akivel a 8. helyről az élre állt a csapat és csak az utolsó fordulóban bukta el a bajnoki címet az MTK ellen.
A következő év kevesebb sikert hozott. A klub ugyan gazdaságilag stabilizálódott, de az új és a régi tulajdonos közötti feszültségből Sallói jött ki rosszul, így 2005-ben lemondott posztjáról és távozott.
2005 nyarán már új feladat várta, a folyamatosan gazdasági nehézségekkel küzdő Diósgyőr FC ügyvezetője lett. A klub működése stabilizálódott és szakmailag is stabil középcsapattá vált. 2007 decemberében az Újpest hívta sportigazgatónak, amit el is vállalt. Az eddigi feladatoktól eltérően, nem az ügyvezetői, hanem sportigazgatói feladat várta. Fő feladata volt egy bajnokesélyes csapat felépítése és nyereséges játékospolitika kialakítása. 2009-ben az angol Wolverhampton Wonderers kelet-európai játékosmegfigyelőjeként dolgozott, majd 2011 szeptemberében visszatért a magyar labdarúgásba és a Kecskeméti TE klubigazgatója lett. Ezt a posztját 2015 júliusáig töltötte be.
2016-2018 között  a Stars and Friends menedzseriroda scoutjaként dolgozott. 2018-2021 közötti időszakban  a ZTE FC sportigazgatója volt, ahol az első évben, 7 év Nb2-es szezon után, a klub feljutott az élvonalba. 2021 júliusától 2022 októberéig a MOL Fehérvár sportigazgatójaként dolgozott, majd 2023 áprilisában visszatért a ZTE FC-hez, ahol egyből kupagyőzelmet ünnepelhetett. 2025 júniusában a ZTE FC tulajdonosa, Végh Gábor kiszállt a klub irányításából és mindketten a szlovén Nafta Lendva csapatánál folytatják.

### Szakértőként
Profi pályafutása után, először a Magyar Televízió kereste meg és alkalmazta szakértőként 2001-2003 között. 2010-ben újra az MTV kérte fel a Labdarúgó Világbajnokság idejére szakértőnek. A vb után, 2010 szeptemberétől a Digisport állandó szakértőjeként dolgozott egészen 2021 júliusáig.2023-tól a Spíler TV Premier League szakértőjeként dolgozik.

## Családja
Sallói igazi futballdinasztia tagja, édesapja idősebb Sallói István a Tatabánya Bányász SC színeiben játszott az NB I-ben, valamint az NB I/B-s Oroszlányi Bányász SK-ban. Nagyapja Sallói Jenő Balassagyarmaton játszott, majd játékvezetőként tevékenykedett a magyar labdarúgásban. Fia, Sallói Dániel a Sporting Kansas City játékosa. A Sallói család egyike annak a kevés családnak a magyar labdarúgás történelmében, ahol három egymást követő generáció is játszott az NB I-ben (többiek Gelei család, Dárdai család, Dombai család).

## Sikerei, díjai
Játékosként
- Magyar bajnokság
  - 2. 1993-94
- Magyar Kupa
  - 2.: 1994
- Izraeli bajnokság
  - bajnok: 1997, 1998
- Izraeli Ligakupa
  - 1998

Sportvezetőként
- 2x Magyar Kupagyőztes 2011 (KTE) 2023 (ZTE FC)
- Ligakupa döntő 2012 KTE
- 2x Nb1 második hely (Újpest 2004; 2009)
- 2x Nb2 bajnok (Siófok FC 2002, ZTE FC 2019)

Egyéni díjak
- Év játékosa 1993
- Minarik Ede-díj (év sportvezetője): 2003
- Az évtized légiósa Izraelben: 2. hely 2001

## Statisztika

### Mérkőzései a válogatottban
| Magyarország | Magyarország         | Magyarország                | Magyarország | Magyarország | Magyarország | Magyarország | Magyarország | Magyarország |
| #            | Dátum                | Helyszín                    | Hazai        | Eredmény     | Vendég       | Kiírás       | Gólok        | Esemény      |
| ------------ | -------------------- | --------------------------- | ------------ | ------------ | ------------ | ------------ | ------------ | ------------ |
| 1.           | 1992. április 29.    | Ungvár                      | Ukrajna      | 1 – 3        | Magyarország | barátságos   | 1            | 62' 75'      |
| 2.           | 1992. augusztus 26.  | Nyíregyháza, Városi Stadion | Magyarország | 2 – 1        | Ukrajna      | barátságos   | -            | 68'          |
| 3.           | 1992. szeptember 23. | Budapest, Üllői úti Stadion | Magyarország | 0 – 0        | Izrael       | barátságos   | -            |              |
| 4.           | 1992. október 11.    | Doha                        | Katar        | 1 – 4        | Magyarország | barátságos   | -            | 71'          |
| 5.           | 1992. október 13.    | Doha                        | Katar        | 1 – 1        | Magyarország | barátságos   | -            | 70'          |
| 6.           | 1992. november 11.   | Szaloniki, PAOK Stadion     | Görögország  | 0 – 0        | Magyarország | vb-selejtező | -            | 31'          |
| 7.           | 1993. június 16.     | Reykjavík, Laugardalsvöllur | Izland       | 2 – 0        | Magyarország | vb-selejtező | -            | 80'          |
| 8.           | 1995. március 8.     | Budapest, Fáy utcai Stadion | Magyarország | 3 – 1        | Lettország   | barátságos   | -            | 88'          |
| 9.           | 1995. március 29.    | Budapest, Népstadion        | Magyarország | 2 – 2        | Svájc        | Eb-selejtező | -            |              |
| 10.          | 1995. április 26.    | Budapest, Népstadion        | Magyarország | 1 – 0        | Svédország   | Eb-selejtező | -            |              |
| 11.          | 1995. június 11.     | Reykjavík                   | Izland       | 2 – 1        | Magyarország | Eb-selejtező | -            |              |
| 12.          | 1995. augusztus 16.  | Siófok                      | Magyarország | 0 – 2        | Izrael       | barátságos   | -            | 88'          |
| 13.          | 1995. szeptember 6.  | Isztambul                   | Törökország  | 2 – 0        | Magyarország | Eb-selejtező | -            | 46'          |
|              | Összesen             |                             |              | 13           | mérkőzés     |              | 1            | gól          |